# Coians
Coians (koyans) ou caís (kays) são um povo quase extinto da África Ocidental que vivem próximo de Ilela, no Níger, e na fronteira nordeste da Nigéria, próximo do rio Iobe. Eram originários da região do Chade mas foram expulsos e devastados por guerreiros tubus. Os remanescentes cultivam e criam gado e o fato de continuarem a criar camelos em meio pouco favorável à atividade atesta suas origens de nômades do norte. Na época do Império de Canem, os coians tinham importante papel e mulheres desse povo foram mães de dois maís (reis) de Canem, Humé (r. 1075–1086) e Bir I (r. 1140–1166).